# Cleptometopus mindanaonis
Cleptometopus mindanaonis là một loài bọ cánh cứng trong họ Cerambycidae.